# Episodi de Il mio amico marziano (prima stagione)
La prima stagione della serie televisiva Il mio amico marziano è andata in onda negli Stati Uniti dal 29 settembre 1963 al 28 giugno 1964 sulla CBS.
| nº | Titolo originale                              | Prima TV USA      | Titolo italiano | Prima TV Italia |
| -- | --------------------------------------------- | ----------------- | --------------- | --------------- |
| 1  | My Favorite Martin                            | 29 settembre 1963 |                 |                 |
| 2  | The Matchmakers                               | 6 ottobre 1963    |                 |                 |
| 3  | There Is No Cure for the Common Martian       | 13 ottobre 1963   |                 |                 |
| 4  | Russians R in Season                          | 20 ottobre 1963   |                 |                 |
| 5  | Man or Amoeba                                 | 27 ottobre 1963   |                 |                 |
| 6  | The Man on the Couch                          | 3 novembre 1963   |                 |                 |
| 7  | A Loaf of Bread, a Jug of Wine, and Peaches   | 10 novembre 1963  |                 |                 |
| 8  | The Awful Truth                               | 17 novembre 1963  |                 |                 |
| 9  | Rocket to Mars                                | 1º dicembre 1963  |                 |                 |
| 10 | Raffles No. 2                                 | 8 dicembre 1963   |                 |                 |
| 11 | The Atom Misers                               | 15 dicembre 1963  |                 |                 |
| 12 | That Little Old Matchmaker, Martin            | 22 dicembre 1963  |                 |                 |
| 13 | How to Be a Hero Without Really Trying        | 29 dicembre 1963  |                 |                 |
| 14 | Blood Is Thicker Than the Martian             | 5 gennaio 1964    |                 |                 |
| 15 | Poor Little Rich Cat                          | 12 gennaio 1964   |                 |                 |
| 16 | RX for a Martian                              | 19 gennaio 1964   |                 |                 |
| 17 | Going, Going, Gone                            | 2 febbraio 1964   |                 |                 |
| 18 | Who Am I?                                     | 9 febbraio 1964   |                 |                 |
| 19 | Now You See It, Now You Don't                 | 16 febbraio 1964  |                 |                 |
| 20 | My Nephew the Artist                          | 23 febbraio 1964  |                 |                 |
| 21 | Hitch-Hiker to Mars                           | 1º marzo 1964     |                 |                 |
| 22 | Uncle Martin's Broadcast                      | 8 marzo 1964      |                 |                 |
| 23 | An Old, Old Friend of the Family              | 15 marzo 1964     |                 |                 |
| 24 | Super Dooper Snooper                          | 22 marzo 1964     |                 |                 |
| 25 | The Sinkable Mrs. Brown                       | 5 aprile 1964     |                 |                 |
| 26 | Martin and the Eternal Triangle               | 12 aprile 1964    |                 |                 |
| 27 | Danger! High Voltage                          | 19 aprile 1964    |                 |                 |
| 28 | If You Can't Lick 'Em                         | 26 aprile 1964    |                 |                 |
| 29 | Unidentified Flying Uncle Martin              | 3 maggio 1964     |                 |                 |
| 30 | How You Gonna Keep Them Down on the Pharmacy? | 10 maggio 1964    |                 |                 |
| 31 | Miss Jekyll and Hyde                          | 17 maggio 1964    |                 |                 |
| 32 | Who's Got the Power?                          | 24 maggio 1964    |                 |                 |
| 33 | Oh, My Aching Antenna                         | 31 maggio 1964    |                 |                 |
| 34 | The Disastro-Nauts                            | 7 giugno 1964     |                 |                 |
| 35 | Shake Well and Don't Use                      | 14 giugno 1964    |                 |                 |
| 36 | A Nose for News                               | 21 giugno 1964    |                 |                 |
| 37 | Uncle Martin's Wisdom Tooth                   | 28 giugno 1964    |                 |                 |

## My Favorite Martin
- Prima televisiva: 29 settembre 1963

### Trama
- Guest star: Marc Towers (Plainclothes Man), Lee Krieger (Radarman), Ina Victor (Annabelle), Ann Marshall (Angela Brown), Herbert Rudley (colonnello Whitehead), J. Pat O'Malley (Mr. Harry Burns), Simon Oakland (tenente Murphy)

## The Matchmakers
- Prima televisiva: 6 ottobre 1963

### Trama
- Guest star: Ann Marshall (Angela Brown), Laura Shelton (Marsha Carson), Linden Chiles (Howard Loomis), J. Pat O'Malley (Mr. Harry Burns, voce)

## There Is No Cure for the Common Martian
- Prima televisiva: 13 ottobre 1963

### Trama
- Guest star: Willard Waterman (Mr. Trimble), Sharon Farrell (Gloria Trimble), Phil Garris (ragazzo delle consegne)

## Russians R in Season
- Prima televisiva: 20 ottobre 1963

### Trama
- Guest star: Edward Holmes (agente), Frank Aletter (Agent No. 2), Richard Deacon (James J. Jackson), Bryan O'Byrne (dottor Weisbord)

## Man or Amoeba
- Prima televisiva: 27 ottobre 1963

### Trama
- Guest star: Ann Marshall (Angela Brown), John Fiedler (professore Jennings), Betsy Jones-Moreland (Miss Weaver)

## The Man on the Couch
- Prima televisiva: 3 novembre 1963

### Trama
- Guest star: Robert Paget (giovanotto), Henry Beckman (tenente Harland), Frank Behrens (dottor Bonnett), Orangey (Cat on Footpath)

## A Loaf of Bread, a Jug of Wine, and Peaches
- Prima televisiva: 10 novembre 1963

### Trama
- Guest star: Greta Randall (Model), Eleanor Berry (infermiera), Noam Pitlik (ufficiale Thorp), Kathie Browne (Peaches)

## The Awful Truth
- Prima televisiva: 17 novembre 1963

### Trama
- Guest star: Dee J. Thompson (Jean), Jon Silo (cameriere), J. Pat O'Malley (madre di Mr. Harry Burns), Jackie Russell (Daphne Joyce), Dal McKennon (postino), Alan Reed (Councilman Jack Gramby)

## Rocket to Mars
- Prima televisiva: 1º dicembre 1963

### Trama
- Guest star: Craig Huxley (ragazzo), Arlen Stuart (Harold), Cliff Norton (Mr. Carter), Vito Scotti (Junkyard Manager), Karl Lukas (Bruno), Tom Kennedy (Mike), Tommy Durkin (Harold), BooBoo (Dog)

## Raffles No. 2
- Prima televisiva: 8 dicembre 1963

### Trama
- Guest star: George Cisar (poliziotto), Olan Soule (Motor Vehicle Clerk), Howard Morton (Brian Henley), Pamela Curran (Accomplice), J. Pat O'Malley (Mr. Harry Burns), Madge Blake (Mrs. Winthrop), Norman Alden (detective Harris), John Anderson (capitano Farrow)

## The Atom Misers
- Prima televisiva: 15 dicembre 1963

### Trama
- Guest star: Bert Conroy (lavoratore-2), Emil Sitka (lavoratore-1), Jerome Cowan (dottor Jackson), Jean Hale (Jeanine Carter), Flip Mark (Donald Mumford), Bobby Byles (Music Student)

## That Little Old Matchmaker, Martin
- Prima televisiva: 22 dicembre 1963

### Trama
- Guest star: Nancy Howard (Mary Hogan), Dick Patterson (Douglas Ginzer), Nancy Rennick (Cynthia Parker), Robert Colbert (Bill Fisher), Jan Moriarty (Peggy Collins), Jan Burrell (Usher)

## How to Be a Hero Without Really Trying
- Prima televisiva: 29 dicembre 1963

### Trama
- Guest star: George Cisar (agente di polizia), Richard Reeves (Picnicker), Kathy Kersh (Jennifer), Butch Patrick (Stevie), Dick Wilson (agente di polizia)

## Blood Is Thicker Than the Martian
- Prima televisiva: 5 gennaio 1964

### Trama
- Guest star: Paul Smith (Harvey O'Hara)

## Poor Little Rich Cat
- Prima televisiva: 12 gennaio 1964

### Trama
- Guest star: Moyna MacGill (Aggie), Dub Taylor (Charles), Bernie Kopell (Morton Beanbecker), Orangey (Max the Cat)

## RX for a Martian
- Prima televisiva: 19 gennaio 1964

### Trama
- Guest star: Yale Summers (Intern), Bill Zuckert (dottore Rothman), Ray Kellogg (conducente)

## Going, Going, Gone
- Prima televisiva: 2 febbraio 1964

### Trama
- Guest star: Jonathan Hole (William Stone), Henry Beckman (Ass't D.A. Ronald Bradley), Robert P. Lieb (Lieut. Gibson), David Bond (dottor Orville Laird)

## Who Am I?
- Prima televisiva: 9 febbraio 1964

### Trama
- Guest star: Michael Fox (dottore Gilbert), Sally Carter-Ihnat (infermiera), Erin O'Donnell (Coed)

## Now You See It, Now You Don't
- Prima televisiva: 16 febbraio 1964

### Trama
- Guest star: Harry Lauter (John), John Qualen (Matt), Cecil Kellaway (Wilbur Canfield), Maurice Marsac (Donati)

## My Nephew the Artist
- Prima televisiva: 23 febbraio 1964

### Trama
- Guest star: Cathleen Cordell (Mrs. Bentley), Hazel Shermet (Bargaining Woman), Richard Deacon (Mr. Bentley), Cyril Delevanti (Mr. Green), J. Pat O'Malley (Mr. Harry Burns), Carol Worthington (Miss Kane)

## Hitch-Hiker to Mars
- Prima televisiva: 1º marzo 1964

### Trama
- Guest star: Lillian Culver (donna), Vito Scotti (cameriere), Herbert Rudley (J.M. Buckley), Alice Backes (Miss Maxwell), Orangey (Herbie)

## Uncle Martin's Broadcast
- Prima televisiva: 8 marzo 1964

### Trama
- Guest star: Roger Creed (guardia), Lane Bradford (Harry), Don Haggerty (sergente Seeley), Dick Wilson (Charlie), Paul Sorensen (Jim), Len Felber (poliziotto)

## An Old, Old Friend of the Family
- Prima televisiva: 15 marzo 1964

### Trama
- Guest star: Bart Conrad (guardia), Henry Corden (East Indian), Charles Maxwell (Jakobar), Joseph V. Perry (guardia)

## Super Dooper Snooper
- Prima televisiva: 22 marzo 1964

### Trama
- Guest star: Cliff Norton (J. Nathaniel Pierce), Dennis Robertson (Charlie)

## The Sinkable Mrs. Brown
- Prima televisiva: 5 aprile 1964

### Trama
- Guest star: Allan Melvin (Pete Dudley), George Dunn (Mr. Graham), Elvia Allman (Mrs. Graham)

## Martin and the Eternal Triangle
- Prima televisiva: 12 aprile 1964

### Trama
- Guest star: Dovima (Model), LaWana Backer (commessa), Albert Carrier (Andre Dupre), Maya Van Horn (Francine Resnay), Walter Janovitz (Lazlo), Susan Wedell (Model Charlotte Higgins)

## Danger! High Voltage
- Prima televisiva: 19 aprile 1964

### Trama
- Guest star: Milton Frome (Logan), Henry Gibson (Homer P. Gibson (in credits Olsen Gibson), Lee Krieger (ufficiale Walker)

## If You Can't Lick 'Em
- Prima televisiva: 26 aprile 1964

### Trama
- Guest star: Danny Krieger (Gloucester), Irwin Charone (Smight), Dennis Rush (Horace), Hal Smith (Barnaby), Jim McCall (Fatso)

## Unidentified Flying Uncle Martin
- Prima televisiva: 3 maggio 1964

### Trama
- Guest star: James T. Callahan (Jack), Don Keefer (Jim)

## How You Gonna Keep Them Down on the Pharmacy?
- Prima televisiva: 10 maggio 1964

### Trama
- Guest star: Herbie Faye (Doc Mullen)

## Miss Jekyll and Hyde
- Prima televisiva: 17 maggio 1964

### Trama
- Guest star: Marlo Thomas (Paula), Tom Skerritt (Edgar), Peter Brooks (giovanotto)

## Who's Got the Power?
- Prima televisiva: 24 maggio 1964

### Trama
- Guest star: Justin Smith (Stanley)

## Oh, My Aching Antenna
- Prima televisiva: 31 maggio 1964

### Trama
- Guest star: Jay Sheffield (Ezel)

## The Disastro-Nauts
- Prima televisiva: 7 giugno 1964

### Trama
- Guest star: Michael Barrier (Walt), Buck Taylor (Bruce Baker), Alan Hale Jr. (Omar M. Keck), J. Pat O'Malley (Mr. Harry Burns), Frank De Vol (Prof. Crenshaw)

## Shake Well and Don't Use
- Prima televisiva: 14 giugno 1964

### Trama
- Guest star: J. Pat O'Malley (Mr. Harry Burns), Kip King (Freddie Carson)

## A Nose for News
- Prima televisiva: 21 giugno 1964

### Trama
- Guest star: Maggie Pierce (Linda), Sheila Bromley (Mrs. Thomas), J. Pat O'Malley (Mr. Harry Burns), David White (Lloyd Thomas)

## Uncle Martin's Wisdom Tooth
- Prima televisiva: 28 giugno 1964

### Trama
- Guest star: Lennie Weinrib (dottor Herbie Little), Francine York (infermiera Norma)